# Universal Signs
Universal Signs je americký němý film z roku 2008, který natočila režisérka Ann Calamia. Ve snímku je používán americký znakový jazyk.

## Obsazení
| Anthony Natale | Andrew        |
| Sabrina Lloyd  | Mary          |
| Lupe Ontiveros | Claire        |
| Margot Kidder  | Rose Callahan |
| Robert Picardo | otec Joe      |
| Aimee Garcia   | Trish         |
| Robert Hogan   | pan Callahan  |
| Troy Kotsur    | Chris         |
| Deanne Bray    | Natalie       |
| Ashlyn Sanchez | Katie         |

## Zajímavosti
- Sabrina Lloyd tři měsíce navštěvovala hodiny znakového jazyka
- Margot Kidder, Robert Hogan a Ashlyn Sanchez se učili americký znakový jazyk
- Anthony Natale je učitel znakového jazyka
- Lupe Ontiveros má dva neslyšící syny
- scény v muzeu se natáčely v hlavní budově Hamilton Hall na Universitě umění
- scénář v angličtině byl překládán visuálně do amerického znakového jazyka